# سامفری
سام فری (انگلیسی: Samfree; ۹ سپتامبر ۱۹۸۴ – ۲۴ سپتامبر ۲۰۱۵) آهنگساز، تنظیم اهل ژاپن بود. وی بین سال‌های ۲۰۰۷ تا ۲۰۱۵ میلادی فعالیت می‌کرد.